# Lester L. Grabbe
Lester Lee Grabbe (* 5. November 1945) ist ein US-amerikanischer emeritierter Professor für Altes Testament und frühes Judentum an der University of Hull. Er legte mehrere Standardwerke des antiken Judentums vor. Grabbe gründete das European Seminar on Methodology in Israel’s History und veröffentlichte den Tagungsband European Seminar in Historical Methodology. Er beschäftigte sich in seiner Forschung mit Antisemitismus, Holocaust sowie religiösem Sektierertum in Geschichte und Moderne.
Grabbe studierte an der Claremont Graduate University bei William H. Brownlee. Er hielt 2008 die Brownlee Memorial Lecture zum Thema Exit David and Solomon? The Current Debate on the History of Ancient Israel.

## Veröffentlichungen (Auswahl)
- Israel in transition : from late Bronze II to Iron IIa (c. 1250-850 B.C.E.). 2008. (Review)
- Can a 'history of Israel' be written? ISBN 978-0-567-04320-7.
- A History of the Jews and Judaism in the Second Temple Period 1: Yehud: A History of the Persian Province of Judah. T & T Clark International, London/New York 2004, ISBN 0-567-08998-3.
- Judaism from Cyrus to Hadrian.
  - Vol. I: Persian and Greek Periods. Fortress Press, Minneapolis 1992, ISBN 0-8006-2620-6.
  - Vol. II: Roman Period. Fortress Press, Minneapolis 1992, ISBN 0-8006-2621-4.
- Exile and restoration revisited essays on the Babylonian and Persian periods in memory of Peter R. Ackroyd.
- Leading captivity captive : "the Exile" as history and ideology.
- Judaic Religion in the Second Temple Period: Belief and Practice from the Exile to Yavneh. Routledge, London / New York 2000, ISBN 0-415-21250-2.
- Etymology in Early Jewish Interpretation: The Hebrew Names in Philo. (= Brown Judaic Studies. 115). Scholars Press, Atlanta 1988, ISBN 1-55540-080-9.
- Ancient Israel : what do we know and how do we know it? 2007. (rev. ed 2017)
- Priests, Prophets, Diviners, Sages: A Socio-historical Study of Religious Specialists in Ancient Israel. Trinity Press International, Valley Forge, PA 1995, ISBN 1-56338-132-X.
- An Introduction to First Century Judaism . 1996, ISBN 0-567-08506-6.
- Wisdom of Solomon. 1997, ISBN 1-85075-762-3.
- Ezra and Nehemiah. Routledge, Readings / London 1998, ISBN 0-415-14153-2.
- An Introduction to Second Temple Judaism : history and religion of the Jews in the time of Nehemiah, the Maccabees, Hillel and Jesus. 2010, ISBN 978-0-567-05161-5.